# Jerry Arendo
Jerry Arendo, pseudoniem van Jerry Arntz, (1950) is in Nederland geboren maar het gezin waar hij toe behoorde emigreerde naar Australië toen hij twee jaar oud was.
Toen hij een jaar of twaalf was kreeg hij zijn eerste gitaar en begon na enige tijd een zangduo met een vriendje. Hij trad regelmatig op met zelfgeschreven songs en onder andere met de Bee Gees. Op zijn twintigste keerde hij terug naar Nederland en speelde met verschillende bandjes.
In 1972 verscheen zijn eerste solo-single "Don't you know" met op de B-kant "Lady of the river". Eind 1972 werd zijn nieuwe band opgericht onder de naam Jerry Arendo's Kookaburra's. Deze naam is afgeleid van een Australische vogel, de gewone kookaburra. In Nederland scoorde hij in mei 1975 zijn enige hit, "Renate". De bezongen Renate is zijn huidige echtgenote.
Na het afnemen van het succes emigreerde Jerry in 1979 terug naar Australië. Tegenwoordig woont Jerry met Renate in Tallai, een voorstad van Gold Coast in Queensland, Australië waar hij in opnamestudio's werkzaam is als geluidstechnicus.

## Discografie
- 1972 Don't you know / Lady of the river
- 1973 The mills / Umbacka hoya hacka
- 1973 Umbacka hoya hacka / Don't you know
- 1974 It never rains in Spain / Please mr. DJ
- 1975 Renate / Take her for a dance
- 1976 Morning breeze / Wedding bells
- 1976 Simple soul / Shipwreck

| Single met eventuele hitnotering(en) in de Nederlandse Top 40 | Datum van verschijnen | Datum van binnenkomst | Hoogste positie | Aantal weken | Opmerkingen |
| ------------------------------------------------------------- | --------------------- | --------------------- | --------------- | ------------ | ----------- |
| Renate                                                        | 1975                  | 17-5-1975             | 23              | 6            |             |